# Copa Mundial de Fútbol de 1986

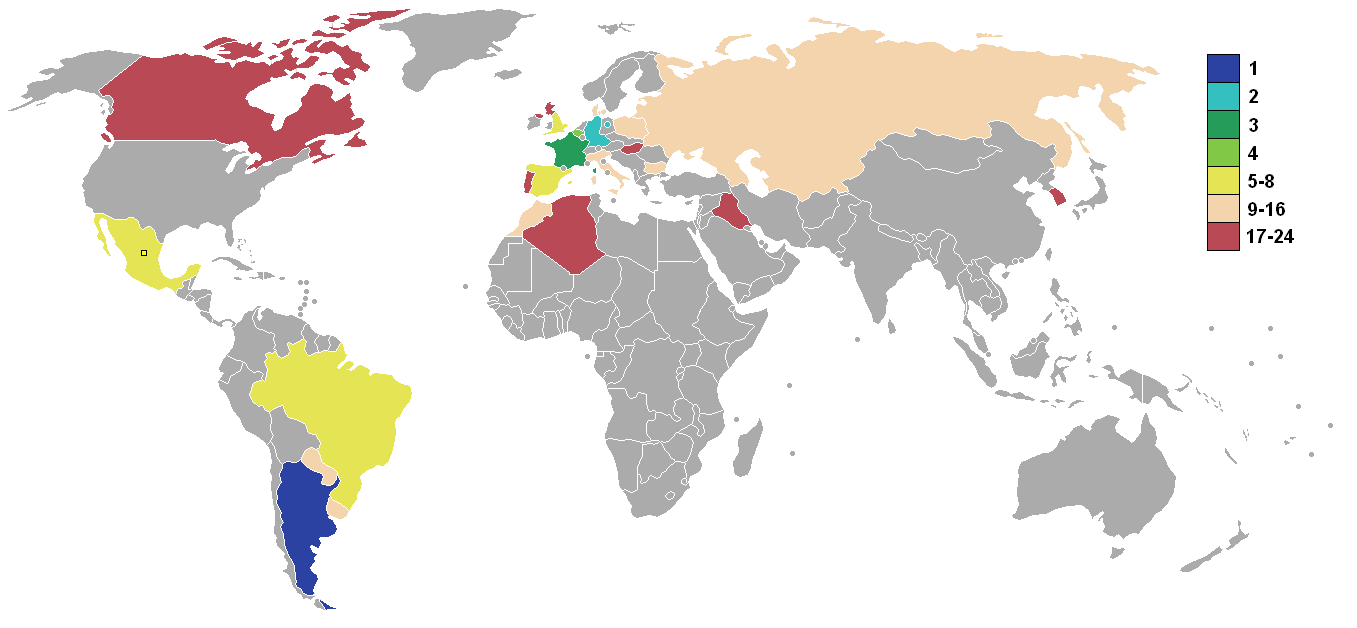
Mapa según los resultados de 1986.

La Copa Mundial de la FIFA México 1986 fue la decimotercera edición de la Copa Mundial de Fútbol. Se desarrolló entre el 31 de mayo y el 29 de junio. México fue el primer país en celebrar dos veces una Copa del Mundo, cuando el Comité Ejecutivo de la FIFA, tras una reunión en Estocolmo, Suecia en mayo de 1983, decidió sustituir la sede seleccionada en 1974, Colombia, que tuvo que declinar en noviembre de 1982 ante la imposibilidad de cumplir con los requerimientos que la FIFA exigió para celebrar el evento.
Acudieron al torneo 24 selecciones y se disputaron 52 partidos, igual que en el mundial anterior. La mascota fue Pique y el balón oficial fue el Adidas Azteca México, el primero fabricado con materiales sintéticos, lo que aumentaba la impermeabilidad y la durabilidad y brindaba mejor rendimiento en campos de juego duros, con mucha humedad y a grandes alturas. 
En dos partidos de los cuartos de final del torneo sucedieron hechos destacados y sin precedentes en el fútbol: en el partido Argentina-Inglaterra, Diego Maradona (que en el primer tiempo fue golpeado duramente con un codazo por Terry Butcher, que el árbitro no vio) convirtió dos de sus goles más famosos, uno que consiguió tocando el balón con la mano que el árbitro dio por legal y que el mismo jugador aceptó después al afirmar que había sido la mano de Dios; y minutos después Maradona zarpó desde media cancha burlando a cuanto adversario se cruzaba en su camino y consiguió de esta forma el mejor gol de los mundiales y uno de los mejores en la historia del fútbol, conocido como el Gol del Siglo. Por su parte, en la definición por tiros desde el punto penal del partido Brasil-Francia, Bruno Bellone erró un disparo al estrellarse el balón contra el poste, pero rebotó en el cuerpo del arquero Carlos Gallo y entró en el arco, por lo que se concedió. Los brasileños protestaron para que se anulara, pero el árbitro rumano Ioan Igna ratificó su decisión, que posteriormente fue avalada por la International Board.
Otro dato anecdótico es que en este torneo sucedieron dos expulsiones destacables: Cayetano Ré (entrenador del seleccionado paraguayo) fue el primer director técnico en la historia de los mundiales en ser expulsado de la banca de su equipo en un partido, por exceso de reclamaciones frente al árbitro búlgaro Bogdan Dotchev durante el encuentro contra Bélgica que terminó en empate a 2. El jugador uruguayo José Batista tuvo el deshonor de haber sufrido la expulsión más rápida de la historia de los Mundiales, al recibir una tarjeta roja cuando solo se llevaban 56 segundos del partido de su equipo contra Escocia.

## Antecedentes

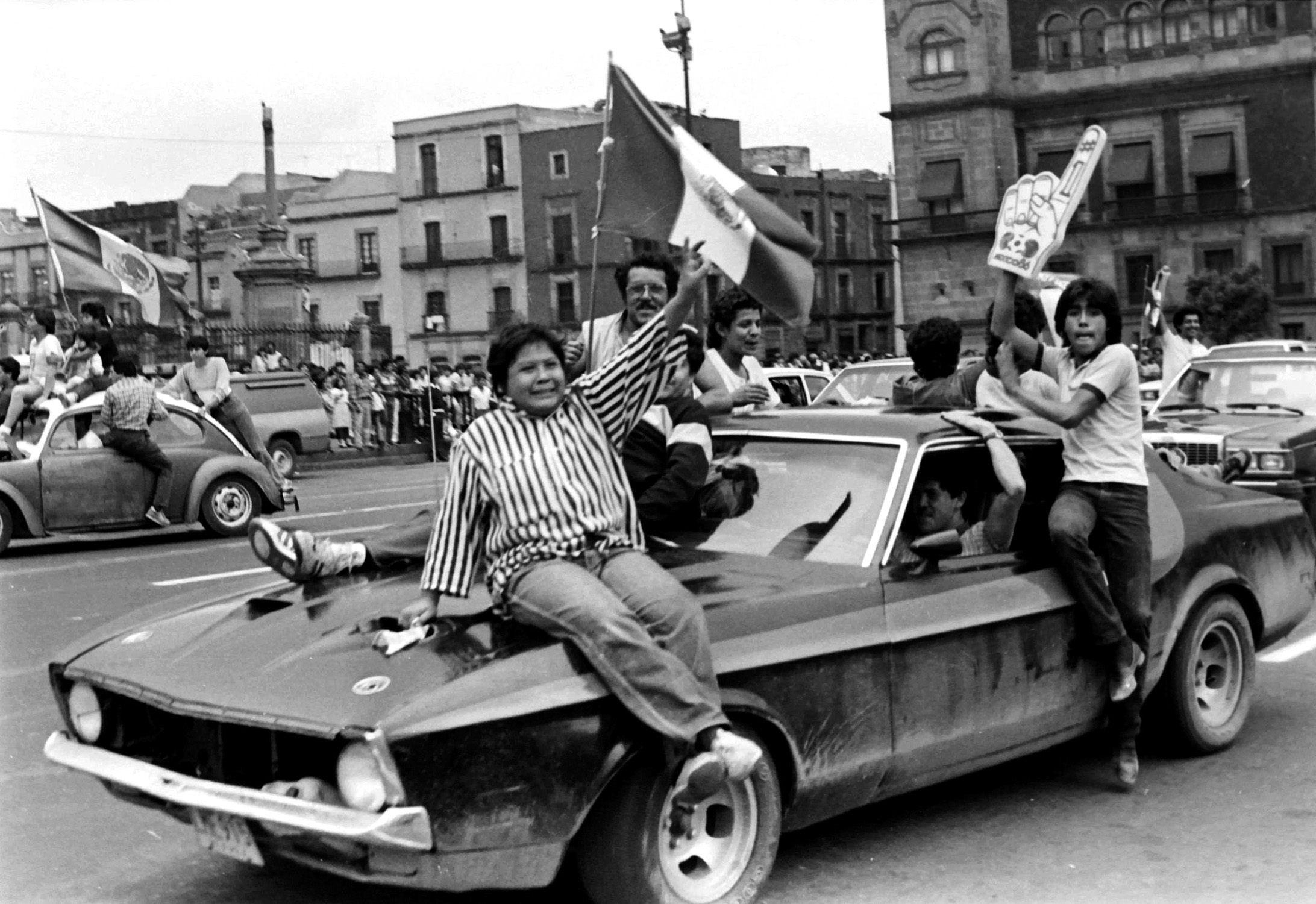
Aficionados mexicanos celebrando en el Zócalo de la capital, 7 de junio de 1986.

En junio de 1974, la FIFA designó a Colombia como sede de la Copa Mundial de Fútbol de 1986. Sin embargo, con el paso del tiempo, la posibilidad de que el país pudiese realmente albergar el evento se fue desvaneciendo. El Comité Organizador no pudo cumplir una serie de exigencias establecidas por el Comité Ejecutivo de la FIFA:
- Doce estadios con capacidad mínima de 40 000 personas para la primera fase.
- De los doce estadios, cuatro estadios con capacidad mínima de 60 000 personas para la segunda fase.
- De los doce estadios, dos con capacidad mínima de 80 000 personas para el partido inaugural y la final.
- La instalación de una torre de comunicación en Bogotá.
- Congelamiento de las tarifas hoteleras en moneda nacional para los miembros de la FIFA a partir del 1 de enero de 1986, entre otros.
- La emisión de un decreto que legalizara la libre circulación de divisas internacionales en el país.
- Una gran flota de limusinas a disposición de los directivos de la entidad.
- Una red ferroviaria que permitiera comunicar a todas las sedes.
- Aeropuertos con capacidad para el aterrizaje de aviones a reacción en todas las sedes.
- Una red de carreteras que permitiera el fácil desplazamiento de la afición.

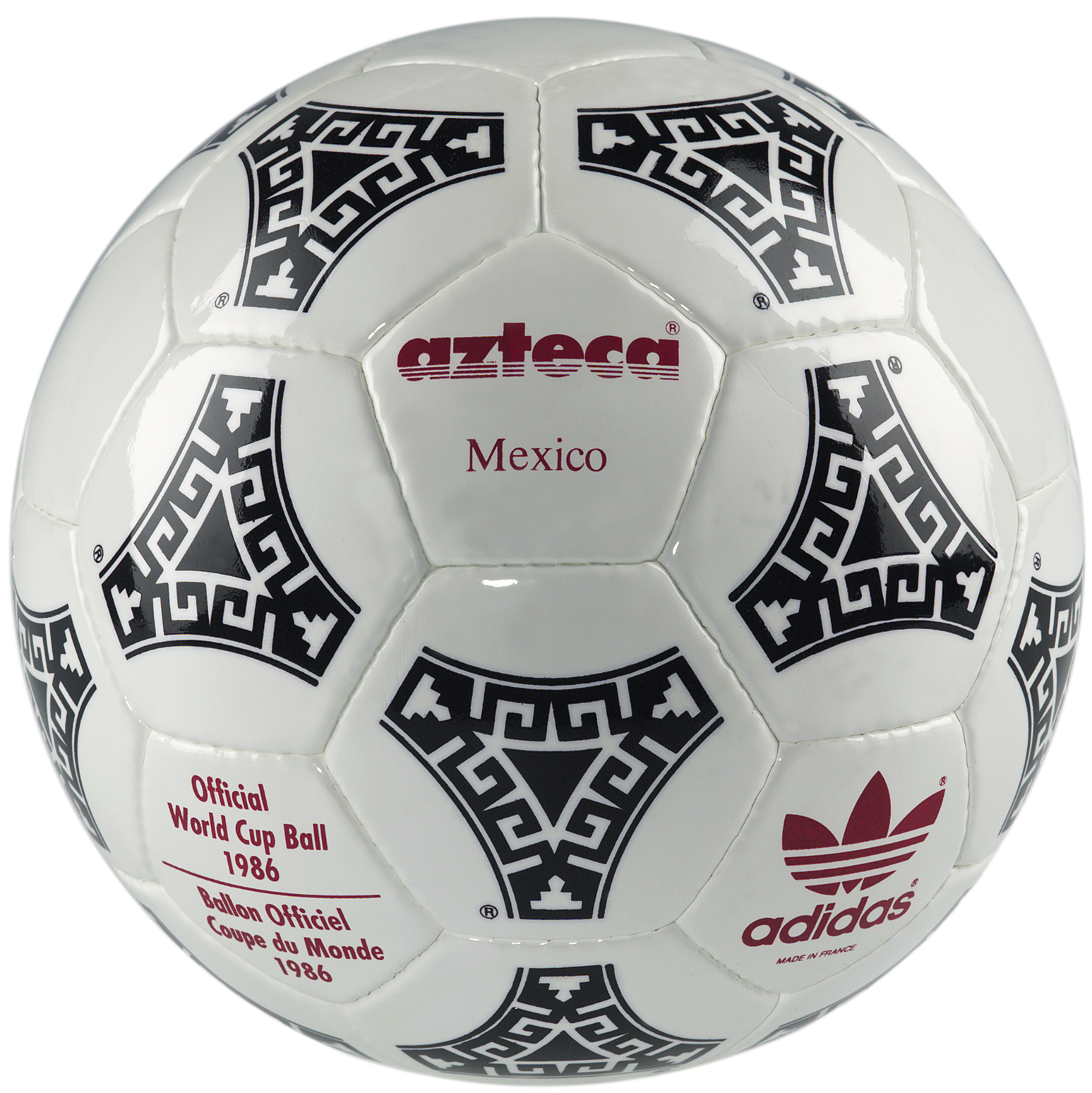
Adidas Azteca, balón usado durante la competición.

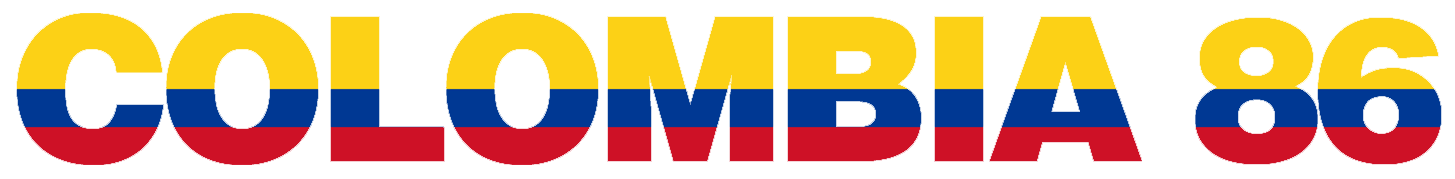
Emblema utilizado por Colombia como sede del Mundial de Fútbol de 1986.

El Gobierno colombiano consideró dichos requisitos como excesivos e imposibles de cumplir, ante lo cual, finalmente, el 25 de octubre de 1982, el presidente de Colombia Belisario Betancur anunció públicamente la cancelación de la organización del evento. La FIFA confirmó la renuncia de Colombia el 5 de noviembre de 1982. Para la elección de la nueva sede hubo cuatro países candidatos: Canadá, Brasil, los Estados Unidos y México. Brasil se retiró poco antes de la designación, Canadá no tenía suficientes instalaciones futbolísticas y Estados Unidos, que tampoco tuvo mucho apoyo, prefirió organizar una mejor candidatura para la Copa Mundial de Fútbol de 1994, de la que resultó electo, y dichos países inclinaron su apoyo a la candidatura mexicana. Finalmente, el 20 de mayo de 1983, la FIFA designó por voto de unanimidad a México, que ya había sido sede de la Copa Mundial de Fútbol de 1970, y así mantenía la táctica de rotación de sedes entre Europa e Iberoamérica
La realización del torneo en este país estuvo en peligro debido al terremoto, suscitado principalmente en la Ciudad de México y los estados vecinos la mañana del 19 de septiembre de 1985, a ocho meses del arranque del campeonato. A la fecha fue el peor ocurrido en la historia de México; produjo más de 10 000 muertes y demandó una inversión de 2 000 millones de dólares para la reconstrucción, por lo que el comité organizador tuvo pensada la suspensión del torneo. Sin embargo, a pesar de las consecuencias desastrosas ocasionadas por el sismo, ni los estadios designados como escenarios de los partidos ni las diferentes infraestructuras futbolísticas resultaron afectadas, por lo que se decidió continuar con la organización. 

## Formato
Para esta edición, el formato del torneo volvió a cambiar. La segunda ronda ya no fue una fase de grupos, como sucedía desde 1974, sino que se volvió al antiguo sistema de eliminación directa, pero en esta ocasión se agregaron los octavos de final, debido al aumento de las selecciones participantes que se produjo en el mundial anterior. También se clasificarían para esta etapa eliminatoria los cuatro mejores terceros, junto con el primero y el segundo de cada grupo, método que se mantuvo hasta la Copa Mundial de Fútbol de 1994.

## Sedes
| Ciudad de México           | Ciudad de México                                                                            | Guadalajara                                                                                 | Zapopan                        |
| -------------------------- | ------------------------------------------------------------------------------------------- | ------------------------------------------------------------------------------------------- | ------------------------------ |
| Distrito Federal           | Distrito Federal                                                                            | Jalisco                                                                                     | Jalisco                        |
| Estadio Azteca (9)         | Olímpico Universitario (4)                                                                  | Estadio Jalisco (6)                                                                         | Estadio Tres de Marzo (3)      |
| Capacidad: 114 600         | Capacidad: 72 000                                                                           | Capacidad: 66 000                                                                           | Capacidad: 30 000              |
|                            |                                                                                             |                                                                                             |                                |
| Querétaro                  | Ciudad de México Monterrey Guadalajara Querétaro León Puebla Toluca Nezahualcoyotl Irapuato | Ciudad de México Monterrey Guadalajara Querétaro León Puebla Toluca Nezahualcoyotl Irapuato | León                           |
| Querétaro                  | Ciudad de México Monterrey Guadalajara Querétaro León Puebla Toluca Nezahualcoyotl Irapuato | Ciudad de México Monterrey Guadalajara Querétaro León Puebla Toluca Nezahualcoyotl Irapuato | Guanajuato                     |
| Estadio La Corregidora (4) | Ciudad de México Monterrey Guadalajara Querétaro León Puebla Toluca Nezahualcoyotl Irapuato | Ciudad de México Monterrey Guadalajara Querétaro León Puebla Toluca Nezahualcoyotl Irapuato | Estadio Nou Camp (4)           |
| Capacidad: 40 785          | Ciudad de México Monterrey Guadalajara Querétaro León Puebla Toluca Nezahualcoyotl Irapuato | Ciudad de México Monterrey Guadalajara Querétaro León Puebla Toluca Nezahualcoyotl Irapuato | Capacidad: 35 000              |
|                            | Ciudad de México Monterrey Guadalajara Querétaro León Puebla Toluca Nezahualcoyotl Irapuato | Ciudad de México Monterrey Guadalajara Querétaro León Puebla Toluca Nezahualcoyotl Irapuato |                                |
| Puebla                     | Ciudad de México Monterrey Guadalajara Querétaro León Puebla Toluca Nezahualcoyotl Irapuato | Ciudad de México Monterrey Guadalajara Querétaro León Puebla Toluca Nezahualcoyotl Irapuato | Irapuato                       |
| Puebla                     | Ciudad de México Monterrey Guadalajara Querétaro León Puebla Toluca Nezahualcoyotl Irapuato | Ciudad de México Monterrey Guadalajara Querétaro León Puebla Toluca Nezahualcoyotl Irapuato | Guanajuato                     |
| Estadio Cuauhtémoc (5)     | Ciudad de México Monterrey Guadalajara Querétaro León Puebla Toluca Nezahualcoyotl Irapuato | Ciudad de México Monterrey Guadalajara Querétaro León Puebla Toluca Nezahualcoyotl Irapuato | Estadio Sergio León Chávez (3) |
| Capacidad: 46 000          | Ciudad de México Monterrey Guadalajara Querétaro León Puebla Toluca Nezahualcoyotl Irapuato | Ciudad de México Monterrey Guadalajara Querétaro León Puebla Toluca Nezahualcoyotl Irapuato | Capacidad: 32 000              |
|                            | Ciudad de México Monterrey Guadalajara Querétaro León Puebla Toluca Nezahualcoyotl Irapuato | Ciudad de México Monterrey Guadalajara Querétaro León Puebla Toluca Nezahualcoyotl Irapuato |                                |
| San Nicolás de los Garza   | Monterrey                                                                                   | Nezahualcóyotl                                                                              | Toluca                         |
| Nuevo León                 | Nuevo León                                                                                  | Estado de México                                                                            | Estado de México               |
| Estadio Universitario (4)  | Estadio Tecnológico (4)                                                                     | Estadio Neza 86 (3)                                                                         | Estadio Toluca 70-86 (3)       |
| Capacidad: 44 000          | Capacidad: 38 000                                                                           | Capacidad: 35 000                                                                           | Capacidad: 30 000              |
|                            |                                                                                             |                                                                                             |                                |

## Países participantes
En cursiva los debutantes en la Copa Mundial de Fútbol
| Clasificatorias | Clasificatorias | Clasificatorias | Clasificatorias | Clasificatorias | Clasificatorias |
| --------------- | --------------- | --------------- | --------------- | --------------- | --------------- |
| CAF             | AFC             | UEFA            | Concacaf        | OFC             | Conmebol        |

| Equipos participantes | Equipos participantes | Equipos participantes | Equipos participantes |
| --------------------- | --------------------- | --------------------- | --------------------- |
| Alemania Federal      | Canadá                | Hungría               | México                |
| Argelia               | Corea del Sur         | Inglaterra            | Paraguay              |
| Argentina             | Dinamarca             | Irak                  | Polonia               |
| Bélgica               | Escocia               | Irlanda del Norte     | Portugal              |
| Brasil                | España                | Italia                | Unión Soviética       |
| Bulgaria              | Francia               | Marruecos             | Uruguay               |

### Sorteo
| Bombo 1 | Bombo 2                                                      | Bombo 3                                               | Bombo 4                                                     |
| --- | ------------------------------------------------------------ | ----------------------------------------------------- | ----------------------------------------------------------- |
| México (Anfitrión) Italia (Campeón 1982) Alemania Federal (Subcampeón 1982) Polonia (Tercer lugar 1982) Francia (Cuarto lugar 1982) Brasil | España Inglaterra Unión Soviética Argentina Paraguay Uruguay | Argelia Marruecos Corea del Sur Irak Canadá Dinamarca | Bélgica Bulgaria Escocia Hungría Irlanda del Norte Portugal |

## Árbitros
| - Zoran Petrović - Alexis Ponnet - Joël Quiniou - Volker Roth - Victoriano Sánchez Arminio - Carlos Silva Valente África - Ali Bin Nasser - Idrissa Traoré - Jamal Al Sharif Asia - Shizuo Takada - Fallaj Al-Shanar | Europa - Bogdan Dotchev - Erik Fredriksson - Ioan Igna - Jan Keizer - Siegfried Kirschen - Lajos Németh - Alan Snoddy Norteamérica y Centroamérica - Rómulo Méndez - Antonio Márquez Ramírez - David Socha - Berny Ulloa Morera Oceanía - Edwin Picon-Ackong - Chris Bambridge | - Luigi Agnolin - Horst Brummeier - Valeri Butenko - Vojtech Christov - George Courtney - André Daina Sudamérica - Carlos Espósito - Romualdo Arppi Filho - Hernán Silva - Jesús Díaz - Gabriel González Roa - José Luis Martínez Bazán |

## Primera fase

### Grupo A
| Selección     | Pts. | PJ | PG | PE | PP | GF | GC | Dif. |
| ------------- | ---- | -- | -- | -- | -- | -- | -- | ---- |
| Argentina     | 5    | 3  | 2  | 1  | 0  | 6  | 2  | 4    |
| Italia        | 4    | 3  | 1  | 2  | 0  | 5  | 4  | 1    |
| Bulgaria      | 2    | 3  | 0  | 2  | 1  | 2  | 4  | –2   |
| Corea del Sur | 1    | 3  | 0  | 1  | 2  | 4  | 7  | –3   |

| 31 de mayo de 1986, 12:00 | Bulgaria    | 1:1 (0:1) | Italia        | Estadio Azteca, Ciudad de México                             |                                                              |
|                           | Sirakov 85' | Reporte   | Altobelli 43' | Asistencia: 96.000 espectadores Árbitro(s): Erik Fredriksson | Asistencia: 96.000 espectadores Árbitro(s): Erik Fredriksson |

| 2 de junio de 1986, 12:00                                        | Argentina                     | 3:1 (2:0) | Corea del Sur | Estadio Olímpico, Ciudad de México                                     |                                                                        |
|                                                                  | Valdano 6', 46' · Ruggeri 18' | Reporte   | C.S. Park 73' | Asistencia: 60.000 espectadores Árbitro(s): Victoriano Sánchez Arminio | Asistencia: 60.000 espectadores Árbitro(s): Victoriano Sánchez Arminio |
| C.S. Park marcó el primer gol de Corea del Sur en los Mundiales. |                               |           |               |                                                                        |                                                                        |

| 5 de junio de 1986, 12:00 | Italia              | 1:1 (1:1) | Argentina    | Estadio Cuauhtémoc, Puebla                             |                                                        |
|                           | Altobelli 6' (pen.) | Reporte   | Maradona 34' | Asistencia: 32.000 espectadores Árbitro(s): Jan Keizer | Asistencia: 32.000 espectadores Árbitro(s): Jan Keizer |

| 5 de junio de 1986, 16:00                       | Corea del Sur | 1:1 (0:1) | Bulgaria  | Estadio Olímpico, Ciudad de México                                  |                                                                     |
|                                                 | J.B. Kim 70'  | Reporte   | Getov 11' | Asistencia: 45.000 espectadores Árbitro(s): Fallaj Al-Shanar Khuzam | Asistencia: 45.000 espectadores Árbitro(s): Fallaj Al-Shanar Khuzam |
| Primer punto de Corea del Sur en los Mundiales. |               |           |           |                                                                     |                                                                     |

| 10 de junio de 1986, 12:00 | Corea del Sur                | 2:3 (0:1) | Italia                                   | Estadio Cuauhtémoc, Puebla                              |                                                         |
|                            | S.H. Choi 62' · J.M. Huh 83' | Reporte   | Altobelli 17', 73' · K.R. Cho 82' (a.g.) | Asistencia: 20.000 espectadores Árbitro(s): David Socha | Asistencia: 20.000 espectadores Árbitro(s): David Socha |

| 10 de junio de 1986, 12:00                                                                                    | Argentina                   | 2:0 (1:0) | Bulgaria | Estadio Olímpico, Ciudad de México                      |                                                         |
| | Valdano 3' · Burruchaga 76' | Reporte   |          | Asistencia: 65.000 espectadores Árbitro(s): Berny Ulloa | Asistencia: 65.000 espectadores Árbitro(s): Berny Ulloa |
| Primera clasificación a la siguiente fase de un Mundial para Bulgaria a pesar de que no ha ganado un partido. |                             |           |          |                                                         |                                                         |

### Grupo B
| Selección | Pts. | PJ | PG | PE | PP | GF | GC | Dif. |
| --------- | ---- | -- | -- | -- | -- | -- | -- | ---- |
| México    | 5    | 3  | 2  | 1  | 0  | 4  | 2  | 2    |
| Paraguay  | 4    | 3  | 1  | 2  | 0  | 4  | 3  | 1    |
| Bélgica   | 3    | 3  | 1  | 1  | 1  | 5  | 5  | 0    |
| Irak      | 0    | 3  | 0  | 0  | 3  | 1  | 4  | –3   |

| 3 de junio de 1986, 12:00 | Bélgica         | 1:2 (1:2) | México                     | Estadio Azteca, Ciudad de México                             |                                                              |
|                           | Vandenbergh 45' | Reporte   | Quirarte 23' · Sánchez 39' | Asistencia: 110.000 espectadores Árbitro(s): Carlos Espósito | Asistencia: 110.000 espectadores Árbitro(s): Carlos Espósito |

| 4 de junio de 1986, 12:00 | Paraguay   | 1:0 (1:0) | Irak | Estadio Toluca 70-86, Toluca                                   |                                                                |
|                           | Romero 35' | Reporte   |      | Asistencia: 24.000 espectadores Árbitro(s): Edwin Picon-Ackong | Asistencia: 24.000 espectadores Árbitro(s): Edwin Picon-Ackong |

| 7 de junio de 1986, 12:00 | México    | 1:1 (1:0) | Paraguay   | Estadio Azteca, Ciudad de México                             |                                                              |
|                           | Flores 3' | Reporte   | Romero 85' | Asistencia: 114.600 espectadores Árbitro(s): George Courtney | Asistencia: 114.600 espectadores Árbitro(s): George Courtney |

| 8 de junio de 1986, 12:00                         | Irak        | 1:2 (0:2) | Bélgica                        | Estadio Toluca 70-86, Toluca                                    |                                                                 |
|                                                   | Amaiesh 59' | Reporte   | Scifo 16' · Claesen 19' (pen.) | Asistencia: 20.000 espectadores Árbitro(s): Jesús Díaz Palacios | Asistencia: 20.000 espectadores Árbitro(s): Jesús Díaz Palacios |
| Amaiesh marcó el primer gol de Irak en Mundiales. |             |           |                                |                                                                 |                                                                 |

| 11 de junio de 1986, 12:00 | Paraguay         | 2:2 (0:1) | Bélgica                    | Estadio Toluca 70-86, Toluca                               |                                                            |
| | Cabañas 50', 76' | Reporte   | Vercauteren 30' · Veyt 59' | Asistencia: 16.000 espectadores Árbitro(s): Bogdan Dotchev | Asistencia: 16.000 espectadores Árbitro(s): Bogdan Dotchev |
| Primera clasificación a la siguiente fase de un Mundial para Paraguay. Cayetano Re se transforma en el primer técnico en ser expulsado de un partido. |                  |           |                            |                                                            |                                                            |

| 11 de junio de 1986, 12:00 | Irak | 0:1 (0:0) | México       | Estadio Azteca, Ciudad de México                            |                                                             |
|                            |      | Reporte   | Quirarte 54' | Asistencia: 103.763 espectadores Árbitro(s): Zoran Petrović | Asistencia: 103.763 espectadores Árbitro(s): Zoran Petrović |

### Grupo C
| Selección       | Pts. | PJ | PG | PE | PP | GF | GC | Dif. |
| --------------- | ---- | -- | -- | -- | -- | -- | -- | ---- |
| Unión Soviética | 5    | 3  | 2  | 1  | 0  | 9  | 1  | 8    |
| Francia         | 5    | 3  | 2  | 1  | 0  | 5  | 1  | 4    |
| Hungría         | 2    | 3  | 1  | 0  | 2  | 2  | 9  | –7   |
| Canadá          | 0    | 3  | 0  | 0  | 3  | 0  | 5  | –5   |

| 1 de junio de 1986, 16:00 | Canadá | 0:1 (0:0) | Francia   | Estadio Nou Camp, León                                   |                                                          |
|                           |        | Reporte   | Papin 79' | Asistencia: 65.500 espectadores Árbitro(s): Hernán Silva | Asistencia: 65.500 espectadores Árbitro(s): Hernán Silva |

| 2 de junio de 1986, 12:00 | Unión Soviética                                                                      | 6:0 (3:0) | Hungría | Estadio Irapuato, Irapuato                                |                                                           |
|                           | Yakovenko 2' · Aleinikov 4' · Belanov 24' (pen.) · Yaremchuk 66', 75' · Rodionov 80' | Reporte   |         | Asistencia: 16.500 espectadores Árbitro(s): Luigi Agnolin | Asistencia: 16.500 espectadores Árbitro(s): Luigi Agnolin |

| 5 de junio de 1986, 12:00 | Francia       | 1:1 (0:0) | Unión Soviética | Estadio Nou Camp, León                                           |                                                                  |
|                           | Fernández 60' | Reporte   | Rats 53'        | Asistencia: 36.540 espectadores Árbitro(s): Romualdo Arppi Filho | Asistencia: 36.540 espectadores Árbitro(s): Romualdo Arppi Filho |

| 6 de junio de 1986, 12:00 | Hungría                   | 2:0 (1:0) | Canadá | Estadio Irapuato, Irapuato                                  |                                                             |
|                           | Esterhazy 2' · Detari 75' | Reporte   |        | Asistencia: 13.800 espectadores Árbitro(s): Jamal Al-Sharif | Asistencia: 13.800 espectadores Árbitro(s): Jamal Al-Sharif |

| 9 de junio de 1986, 12:00                                    | Hungría | 0:3 (0:1) | Francia                                  | Estadio Nou Camp, León                                           |                                                                  |
|                                                              |         | Reporte   | Stopyra 29' · Tigana 62' · Rocheteau 84' | Asistencia: 31.420 espectadores Árbitro(s): Carlos Silva Valente | Asistencia: 31.420 espectadores Árbitro(s): Carlos Silva Valente |
| Último partido de Hungría en un Mundial hasta la actualidad. |         |           |                                          |                                                                  |                                                                  |

| 9 de junio de 1986, 12:00 | Unión Soviética           | 2:0 (0:0) | Canadá | Estadio Irapuato, Irapuato                                |                                                           |
|                           | Blokhin 58' · Zavarov 74' | Reporte   |        | Asistencia: 14.200 espectadores Árbitro(s): Idriss Traore | Asistencia: 14.200 espectadores Árbitro(s): Idriss Traore |

### Grupo D
| Selección         | Pts. | PJ | PG | PE | PP | GF | GC | Dif. |
| ----------------- | ---- | -- | -- | -- | -- | -- | -- | ---- |
| Brasil            | 6    | 3  | 3  | 0  | 0  | 5  | 0  | 5    |
| España            | 4    | 3  | 2  | 0  | 1  | 5  | 2  | 3    |
| Irlanda del Norte | 1    | 3  | 0  | 1  | 2  | 2  | 6  | –4   |
| Argelia           | 1    | 3  | 0  | 1  | 2  | 1  | 5  | –4   |

| 1 de junio de 1986, 12:00 | España | 0:1 (0:0) | Brasil       | Estadio Jalisco, Guadalajara                                |                                                             |
|                           |        | Reporte   | Sócrates 62' | Asistencia: 35.748 espectadores Árbitro(s): Chris Bambridge | Asistencia: 35.748 espectadores Árbitro(s): Chris Bambridge |

| 3 de junio de 1986, 12:00 | Argelia    | 1:1 (0:1) | Irlanda del Norte | Estadio Tres de Marzo, Zapopan                             |                                                            |
|                           | Zidane 59' | Reporte   | Whiteside 6'      | Asistencia: 22.000 espectadores Árbitro(s): Valeri Butenko | Asistencia: 22.000 espectadores Árbitro(s): Valeri Butenko |

| 6 de junio de 1986, 12:00 | Brasil     | 1:0 (0:0) | Argelia | Estadio Jalisco, Guadalajara                                     |                                                                  |
|                           | Careca 66' | Reporte   |         | Asistencia: 48.000 espectadores Árbitro(s): Rómulo Méndez Molina | Asistencia: 48.000 espectadores Árbitro(s): Rómulo Méndez Molina |

| 7 de junio de 1986, 12:00 | Irlanda del Norte | 1:2 (0:2) | España                      | Estadio Tres de Marzo, Zapopan                              |                                                             |
|                           | Clarke 47'        | Reporte   | Butragueño 2' · Salinas 18' | Asistencia: 28.000 espectadores Árbitro(s): Horst Brummeier | Asistencia: 28.000 espectadores Árbitro(s): Horst Brummeier |

| 12 de junio de 1986, 12:00 | Irlanda del Norte | 0:3 (0:2) | Brasil                        | Estadio Jalisco, Guadalajara                                  |                                                               |
|                            |                   | Reporte   | Careca 15', 87' · Josimar 42' | Asistencia: 51.000 espectadores Árbitro(s): Sigfried Kirschen | Asistencia: 51.000 espectadores Árbitro(s): Sigfried Kirschen |

| 12 de junio de 1986, 12:00 | Argelia | 0:3 (0:1) | España                      | Estadio Tecnológico, Monterrey                            |                                                           |
|                            |         | Reporte   | Calderé 15', 68' · Eloy 70' | Asistencia: 23.980 espectadores Árbitro(s): Shizuo Takada | Asistencia: 23.980 espectadores Árbitro(s): Shizuo Takada |

### Grupo E
| Selección        | Pts. | PJ | PG | PE | PP | GF | GC | Dif. |
| ---------------- | ---- | -- | -- | -- | -- | -- | -- | ---- |
| Dinamarca        | 6    | 3  | 3  | 0  | 0  | 9  | 1  | 8    |
| Alemania Federal | 3    | 3  | 1  | 1  | 1  | 3  | 4  | –1   |
| Uruguay          | 2    | 3  | 0  | 2  | 1  | 2  | 7  | –5   |
| Escocia          | 1    | 3  | 0  | 1  | 2  | 1  | 3  | –2   |

| 4 de junio de 1986, 12:00 | Uruguay      | 1:1 (1:0) | Alemania Federal | Estadio La Corregidora, Querétaro                            |                                                              |
|                           | Alzamendi 4' | Reporte   | Allofs 84'       | Asistencia: 30.500 espectadores Árbitro(s): Vojtech Christov | Asistencia: 30.500 espectadores Árbitro(s): Vojtech Christov |

| 4 de junio de 1986, 16:00 | Escocia | 0:1 (0:0) | Dinamarca  | Estadio Neza 86, Ciudad Nezahualcóyotl                   |                                                          |
|                           |         | Reporte   | Larsen 57' | Asistencia: 18.000 espectadores Árbitro(s): Lajos Nemeth | Asistencia: 18.000 espectadores Árbitro(s): Lajos Nemeth |

| 8 de junio de 1986, 12:00 | Alemania Federal        | 2:1 (1:1) | Escocia      | Estadio La Corregidora, Querétaro                     |                                                       |
|                           | Völler 23' · Allofs 49' | Reporte   | Strachan 18' | Asistencia: 30.000 espectadores Árbitro(s): Ioan Igna | Asistencia: 30.000 espectadores Árbitro(s): Ioan Igna |

| 8 de junio de 1986, 16:00                               | Dinamarca                                                  | 6:1 (2:1) | Uruguay                | Estadio Neza 86, Ciudad Nezahualcóyotl                              |                                                                     |
|                                                         | Larsen 11', 67', 80' · Lerby 41' · Laudrup 52' · Olsen 88' | Reporte   | Francescoli 45' (pen.) | Asistencia: 26.500 espectadores Árbitro(s): Antonio Márquez Ramírez | Asistencia: 26.500 espectadores Árbitro(s): Antonio Márquez Ramírez |
| Esta es la peor derrota de Uruguay en una Copa Mundial. |                                                            |           |                        |                                                                     |                                                                     |

| 13 de junio de 1986, 12:00 | Dinamarca                      | 2:0 (1:0) | Alemania Federal | Estadio La Corregidora, Querétaro                         |                                                           |
|                            | Olsen 43' (pen.) · Eriksen 62' | Reporte   |                  | Asistencia: 36.000 espectadores Árbitro(s): Alexis Ponnet | Asistencia: 36.000 espectadores Árbitro(s): Alexis Ponnet |

| 13 de junio de 1986, 12:00 | Escocia | 0:0     | Uruguay | Estadio Neza 86, Ciudad Nezahualcóyotl                   |                                                          |
| |         | Reporte |         | Asistencia: 20.000 espectadores Árbitro(s): Joël Quiniou | Asistencia: 20.000 espectadores Árbitro(s): Joël Quiniou |
| El lateral José Batista es el jugador en ser expulsado de manera temprana en la historia de los Mundiales, a los 50 segundos de haberse iniciado este partido. |         |         |         |                                                          |                                                          |

### Grupo F
| Selección  | Pts. | PJ | PG | PE | PP | GF | GC | Dif. |
| ---------- | ---- | -- | -- | -- | -- | -- | -- | ---- |
| Marruecos  | 4    | 3  | 1  | 2  | 0  | 3  | 1  | 2    |
| Inglaterra | 3    | 3  | 1  | 1  | 1  | 3  | 1  | 2    |
| Polonia    | 3    | 3  | 1  | 1  | 1  | 1  | 3  | –2   |
| Portugal   | 2    | 3  | 1  | 0  | 2  | 2  | 4  | –2   |

| 2 de junio de 1986, 16:00 | Marruecos | 0:0     | Polonia | Estadio Universitario, Monterrey                                     |                                                                      |
|                           |           | Reporte |         | Asistencia: 19.900 espectadores Árbitro(s): José Luis Martínez Bazán | Asistencia: 19.900 espectadores Árbitro(s): José Luis Martínez Bazán |

| 3 de junio de 1986, 16:00 | Portugal          | 1:0 (0:0) | Inglaterra | Estadio Tecnológico, Monterrey                          |                                                         |
|                           | Carlos Manuel 75' | Reporte   |            | Asistencia: 23.000 espectadores Árbitro(s): Volker Roth | Asistencia: 23.000 espectadores Árbitro(s): Volker Roth |

| 6 de junio de 1986, 16:00 | Inglaterra | 0:0     | Marruecos | Estadio Tecnológico, Monterrey                                          |                                                                         |
|                           |            | Reporte |           | Asistencia: 20.200 espectadores Árbitro(s): Efrain Gabriel González Roa | Asistencia: 20.200 espectadores Árbitro(s): Efrain Gabriel González Roa |

| 7 de junio de 1986, 16:00 | Polonia      | 1:0 (0:0) | Portugal | Estadio Universitario, Monterrey                          |                                                           |
|                           | Smolarek 68' | Reporte   |          | Asistencia: 19.915 espectadores Árbitro(s): Ali Bennaceur | Asistencia: 19.915 espectadores Árbitro(s): Ali Bennaceur |

| 11 de junio de 1986, 16:00 | Inglaterra           | 3:0 (3:0) | Polonia | Estadio Tecnológico, Monterrey                          |                                                         |
|                            | Lineker 9', 14', 34' | Reporte   |         | Asistencia: 22.700 espectadores Árbitro(s): Andre Daina | Asistencia: 22.700 espectadores Árbitro(s): Andre Daina |

| 11 de junio de 1986, 16:00                                           | Portugal       | 1:3 (0:2) | Marruecos                   | Estadio Tres de Marzo, Zapopan                          |                                                         |
|                                                                      | Diamantino 79' | Reporte   | Khairi 19', 27' · Merry 62' | Asistencia: 28.000 espectadores Árbitro(s): Alan Snoddy | Asistencia: 28.000 espectadores Árbitro(s): Alan Snoddy |
| Primera clasificación de una selección africana a la siguiente fase. |                |           |                             |                                                         |                                                         |

### Mejores terceros
Los cuatro mejores equipos en la tercera posición de los seis grupos se determinaron de la siguiente manera:
- Mayor número de puntos obtenidos en todos los partidos de grupo;
- Diferencia de goles en todos los partidos de grupo;
- Mayor número de goles marcados en todos los partidos de grupo;
- Sorteo por parte de la comisión organizadora de la FIFA.

| Selección         | Grupo | Pts. | PJ | PG | PE | PP | GF | GC | Dif. |
| ----------------- | ----- | ---- | -- | -- | -- | -- | -- | -- | ---- |
| Bélgica           | B     | 3    | 3  | 1  | 1  | 1  | 5  | 5  | 0    |
| Polonia           | F     | 3    | 3  | 1  | 1  | 1  | 1  | 3  | –2   |
| Bulgaria          | A     | 2    | 3  | 0  | 2  | 1  | 2  | 4  | –2   |
| Uruguay           | E     | 2    | 3  | 0  | 2  | 1  | 2  | 7  | –5   |
| Hungría           | C     | 2    | 3  | 1  | 0  | 2  | 2  | 9  | –7   |
| Irlanda del Norte | D     | 1    | 3  | 0  | 1  | 2  | 2  | 6  | –4   |

Los emparejamientos de los octavos de final se definieron de la siguiente manera:
- Partido 1: 1.° del grupo B v 3.° del grupo A/C/D
- Partido 2: 1.° del grupo F v 2.° del grupo E
- Partido 3: 2.° del grupo A v 2.° del grupo C
- Partido 4: 1.° del grupo D v 3.° del grupo B/E/F
- Partido 5: 1.° del grupo A v 3.° del grupo C/D/E
- Partido 6: 2.° del grupo F v 2.° del grupo B
- Partido 7: 1.° del grupo E v 2.° del grupo D
- Partido 8: 1.° del grupo C v 3.° del grupo A/B/F

Los emparejamientos de los partidos 2, 3, 5 y 7 dependieron de quienes fueran los terceros que se clasifiquen para los octavos de final. La siguiente tabla muestra las diferentes opciones para definir a los rivales de los ganadores de los grupos A, B, C y D.
     – Combinación que se dio en esta edición.
| Si los 4 mejores terceros son de los grupos: | El 1.° del grupo A juega contra: | El 1.° del grupo B juega contra: | El 1.° del grupo C juega contra: | El 1.° del grupo D juega contra: |
| -------------------------------------------- | -------------------------------- | -------------------------------- | -------------------------------- | -------------------------------- |
| A, B, C y D                                  | 3.° del grupo C                  | 3.° del grupo D                  | 3.° del grupo A                  | 3.° del grupo B                  |
| A, B, C y E                                  | 3.° del grupo C                  | 3.° del grupo A                  | 3.° del grupo B                  | 3.° del grupo E                  |
| A, B, C y F                                  | 3.° del grupo C                  | 3.° del grupo A                  | 3.° del grupo B                  | 3.° del grupo F                  |
| A, B, D y E                                  | 3.° del grupo D                  | 3.° del grupo A                  | 3.° del grupo B                  | 3.° del grupo E                  |
| A, B, D y F                                  | 3.° del grupo D                  | 3.° del grupo A                  | 3.° del grupo B                  | 3.° del grupo F                  |
| A, B, E y F                                  | 3.° del grupo E                  | 3.° del grupo A                  | 3.° del grupo B                  | 3.° del grupo F                  |
| A, C, D y E                                  | 3.° del grupo C                  | 3.° del grupo D                  | 3.° del grupo A                  | 3.° del grupo E                  |
| A, C, D y F                                  | 3.° del grupo C                  | 3.° del grupo D                  | 3.° del grupo A                  | 3.° del grupo F                  |
| A, C, E y F                                  | 3.° del grupo C                  | 3.° del grupo A                  | 3.° del grupo F                  | 3.° del grupo E                  |
| A, D, E y F                                  | 3.° del grupo D                  | 3.° del grupo A                  | 3.° del grupo F                  | 3.° del grupo E                  |
| B, C, D y E                                  | 3.° del grupo C                  | 3.° del grupo D                  | 3.° del grupo B                  | 3.° del grupo E                  |
| B, C, D y F                                  | 3.° del grupo C                  | 3.° del grupo D                  | 3.° del grupo B                  | 3.° del grupo F                  |
| B, C, E y F                                  | 3.° del grupo E                  | 3.° del grupo C                  | 3.° del grupo B                  | 3.° del grupo F                  |
| B, D, E y F                                  | 3.° del grupo E                  | 3.° del grupo D                  | 3.° del grupo B                  | 3.° del grupo F                  |
| C, D, E y F                                  | 3.° del grupo C                  | 3.° del grupo D                  | 3.° del grupo F                  | 3.° del grupo E                  |

## Segunda fase
|  | Octavos de final               | Octavos de final          |                                |       | Cuartos de final             | Cuartos de final             |                      |                      | Semifinales | Semifinales |  |  | Final | Final |
|  |                                |                           |                                |       |                              |                              |                      |                      |             |             |  |  |       |       |
|  | 16 de junio − Puebla           |                           |                                |       |                              |                              |                      |                      |             |             |  |  |       |       |
|  |                                |                           |                                |       |                              |                              |                      |                      |             |             |  |  |       |       |
|  | Argentina                      | 1                         |                                |       |                              |                              |                      |                      |             |             |  |  |       |       |
|  | Argentina                      | 1                         | 22 de junio − Ciudad de México |       |                              |                              |                      |                      |             |             |  |  |       |       |
|  | Uruguay                        | 0                         |                                |       |                              |                              |                      |                      |             |             |  |  |       |       |
|  | Uruguay                        | 0                         | Argentina                      | 2     |                              |                              |                      |                      |             |             |  |  |       |       |
|  | 18 de junio − Ciudad de México |                           | Argentina                      | 2     |                              |                              |                      |                      |             |             |  |  |       |       |
|  |                                | Inglaterra                | 1                              |       |                              |                              |                      |                      |             |             |  |  |       |       |
|  | Inglaterra                     | Inglaterra                | 1                              | 3     |                              |                              |                      |                      |             |             |  |  |       |       |
|  | Inglaterra                     |                           | 25 de junio − Ciudad de México | 3     |                              |                              |                      |                      |             |             |  |  |       |       |
|  | Paraguay                       | 0                         |                                |       |                              |                              |                      |                      |             |             |  |  |       |       |
|  | Paraguay                       | 0                         | Argentina                      | 2     |                              |                              |                      |                      |             |             |  |  |       |       |
|  | 18 de junio − Querétaro        |                           | Argentina                      | 2     |                              |                              |                      |                      |             |             |  |  |       |       |
|  |                                | Bélgica                   | 0                              |       |                              |                              |                      |                      |             |             |  |  |       |       |
|  | Dinamarca                      | Bélgica                   | 0                              | 1     |                              |                              |                      |                      |             |             |  |  |       |       |
|  | Dinamarca                      | 22 de junio − Puebla      |                                | 1     |                              |                              |                      |                      |             |             |  |  |       |       |
|  | España                         | 5                         |                                |       |                              |                              |                      |                      |             |             |  |  |       |       |
|  | España                         | 5                         | España                         | 1 (4) |                              |                              |                      |                      |             |             |  |  |       |       |
|  | 15 de junio − León             |                           | España                         | 1 (4) |                              |                              |                      |                      |             |             |  |  |       |       |
|  |                                | Bélgica (p.)              | 1 (5)                          |       |                              |                              |                      |                      |             |             |  |  |       |       |
|  | Unión Soviética                | Bélgica (p.)              | 1 (5)                          | 3     |                              |                              |                      |                      |             |             |  |  |       |       |
|  | Unión Soviética                |                           | 29 de junio − Ciudad de México | 3     |                              |                              |                      |                      |             |             |  |  |       |       |
|  | Bélgica (t.s.)                 | 4                         |                                |       |                              |                              |                      |                      |             |             |  |  |       |       |
|  | Bélgica (t.s.)                 | 4                         | Argentina                      | 3     |                              |                              |                      |                      |             |             |  |  |       |       |
|  | 16 de junio − Guadalajara      |                           | Argentina                      | 3     |                              |                              |                      |                      |             |             |  |  |       |       |
|  |                                | Alemania Federal          | 2                              |       |                              |                              |                      |                      |             |             |  |  |       |       |
|  | Brasil                         | Alemania Federal          | 2                              | 4     |                              |                              |                      |                      |             |             |  |  |       |       |
|  | Brasil                         | 21 de junio − Guadalajara |                                | 4     |                              |                              |                      |                      |             |             |  |  |       |       |
|  | Polonia                        | 0                         |                                |       |                              |                              |                      |                      |             |             |  |  |       |       |
|  | Polonia                        | 0                         | Brasil                         | 1 (3) |                              |                              |                      |                      |             |             |  |  |       |       |
|  | 17 de junio − Ciudad de México |                           | Brasil                         | 1 (3) |                              |                              |                      |                      |             |             |  |  |       |       |
|  |                                | Francia (p.)              | 1 (4)                          |       |                              |                              |                      |                      |             |             |  |  |       |       |
|  | Italia                         | Francia (p.)              | 1 (4)                          | 0     |                              |                              |                      |                      |             |             |  |  |       |       |
|  | Italia                         |                           | 25 de junio − Guadalajara      | 0     |                              |                              |                      |                      |             |             |  |  |       |       |
|  | Francia                        | 2                         |                                |       |                              |                              |                      |                      |             |             |  |  |       |       |
|  | Francia                        | 2                         | Francia                        | 0     |                              |                              |                      |                      |             |             |  |  |       |       |
|  | 17 de junio − Monterrey        |                           | Francia                        | 0     |                              |                              |                      |                      |             |             |  |  |       |       |
|  |                                | Alemania Federal          | 2                              |       | Partido por el tercer puesto | Partido por el tercer puesto |                      |                      |             |             |  |  |       |       |
|  | Marruecos                      | Alemania Federal          | 2                              | 0     | Partido por el tercer puesto | Partido por el tercer puesto |                      |                      |             |             |  |  |       |       |
|  | Marruecos                      | 21 de junio − Monterrey   | 21 de junio − Monterrey        | 0     |                              |                              | 28 de junio − Puebla | 28 de junio − Puebla |             |             |  |  |       |       |
|  | Alemania Federal               | 21 de junio − Monterrey   | 21 de junio − Monterrey        | 1     |                              |                              | 28 de junio − Puebla | 28 de junio − Puebla |             |             |  |  |       |       |
|  | Alemania Federal               | Alemania Federal (p.)     | 0 (4)                          | 1     | Bélgica                      | 2                            |                      |                      |             |             |  |  |       |       |
|  | 15 de junio − Ciudad de México | Alemania Federal (p.)     | 0 (4)                          |       | Bélgica                      | 2                            |                      |                      |             |             |  |  |       |       |
|  |                                | México                    | 0 (1)                          |       | Francia (t.s.)               | 4                            |                      |                      |             |             |  |  |       |       |
|  | México                         | México                    | 0 (1)                          | 2     | Francia (t.s.)               | 4                            |                      |                      |             |             |  |  |       |       |
|  | México                         |                           |                                | 2     |                              |                              |                      |                      |             |             |  |  |       |       |
|  | Bulgaria                       | 0                         |                                |       |                              |                              |                      |                      |             |             |  |  |       |       |
|  | Bulgaria                       | 0                         |                                |       |                              |                              |                      |                      |             |             |  |  |       |       |

### Octavos de final
| 15 de junio de 1986, 12:00                                 | México                   | 2:0 (1:0) | Bulgaria | Estadio Azteca, Ciudad de México                                  |                                                                   |
|                                                            | Negrete 34' · Servin 61' | Reporte   |          | Asistencia: 114 580 espectadores Árbitro(s): Romualdo Arppi Filho | Asistencia: 114 580 espectadores Árbitro(s): Romualdo Arppi Filho |
| Primera victoria de México en la fase final de un Mundial. |                          |           |          |                                                                   |                                                                   |

| 15 de junio de 1986, 16:00 | Unión Soviética              | 3:4 (2:2, 1:0) (t. s.) | Bélgica                                               | Estadio Nou Camp, León                                       |                                                              |
|                            | Belánov 27', 70' 111' (pen.) | Reporte                | Scifo 56' · Ceulemans 77' · Demol 102' · Claesen 110' | Asistencia: 32 227 espectadores Árbitro(s): Erik Fredriksson | Asistencia: 32 227 espectadores Árbitro(s): Erik Fredriksson |

| 16 de junio de 1986, 12:00 | Brasil                                                             | 4:0 (1:0) | Polonia | Estadio Jalisco, Guadalajara                            |                                                         |
|                            | Sócrates 30' (pen.) · Josimar 55' · Edinho 79' · Careca 83' (pen.) | Reporte   |         | Asistencia: 45 000 espectadores Árbitro(s): Volker Roth | Asistencia: 45 000 espectadores Árbitro(s): Volker Roth |

| 16 de junio de 1986, 16:00 | Argentina    | 1:0 (1:0) | Uruguay | Estadio Cuauhtémoc, Puebla                                |                                                           |
|                            | Pasculli 42' | Reporte   |         | Asistencia: 26 000 espectadores Árbitro(s): Luigi Agnolin | Asistencia: 26 000 espectadores Árbitro(s): Luigi Agnolin |

| 17 de junio de 1986, 12:00 | Italia | 0:2 (0:1) | Francia                   | Estadio Olímpico, Ciudad de México                          |                                                             |
|                            |        | Reporte   | Platini 15' · Stopyra 57' | Asistencia: 70 000 espectadores Árbitro(s): Carlos Espósito | Asistencia: 70 000 espectadores Árbitro(s): Carlos Espósito |

| 17 de junio de 1986, 16:00 | Marruecos | 0:1 (0:0) | Alemania Federal | Estadio Universitario, Monterrey                           |                                                            |
|                            |           | Reporte   | Matthäus 88'     | Asistencia: 19 800 espectadores Árbitro(s): Zoran Petrović | Asistencia: 19 800 espectadores Árbitro(s): Zoran Petrović |

| 18 de junio de 1986, 12:00 | Inglaterra                       | 3:0 (1:0) | Paraguay | Estadio Azteca, Ciudad de México                            |                                                             |
|                            | Lineker 31', 73' · Beardsley 56' | Reporte   |          | Asistencia: 98 728 espectadores Árbitro(s): Jamal Al-Sharif | Asistencia: 98 728 espectadores Árbitro(s): Jamal Al-Sharif |

| 18 de junio de 1986, 16:00 | Dinamarca        | 1:5 (1:1) | España                                                      | Estadio La Corregidora, Querétaro                      |                                                        |
|                            | Olsen 33' (pen.) | Reporte   | Butragueño 43', 56', 80' 88' (pen.) · Goikoetxea 68' (pen.) | Asistencia: 38 500 espectadores Árbitro(s): Jan Keizer | Asistencia: 38 500 espectadores Árbitro(s): Jan Keizer |

### Cuartos de final
| 21 de junio de 1986, 12:00 | Brasil                                          | 1:1 (1:1, 1:1) (t. s.)(3:4 p.) | Francia                                          | Estadio Jalisco, Guadalajara                          |                                                       |
|                            | Careca 17'                                      | Reporte                        | Platini 40'                                      | Asistencia: 65 000 espectadores Árbitro(s): Ioan Igna | Asistencia: 65 000 espectadores Árbitro(s): Ioan Igna |
|                            |                                                 | Tiros desde el punto penal     |                                                  |                                                       |                                                       |
|                            | Sócrates · Alemão · Zico · Branco · Júlio César |                                | Stopyra · Amoros · Bellone · Platini · Fernández |                                                       |                                                       |

| 21 de junio de 1986, 16:00                                   | Alemania Federal                        | 0:0 (t. s.)(4:1 p.)        | México                      | Estadio Universitario, Monterrey                                |                                                                 |
|                                                              |                                         | Reporte                    |                             | Asistencia: 41 700 espectadores Árbitro(s): Jesús Díaz Palacios | Asistencia: 41 700 espectadores Árbitro(s): Jesús Díaz Palacios |
|                                                              |                                         | Tiros desde el punto penal |                             |                                                                 |                                                                 |
|                                                              | Allofs · Brehme · Matthäus · Littbarski |                            | Negrete · Quirarte · Servín |                                                                 |                                                                 |
| Primer partido de eliminación directa que termina sin goles. |                                         |                            |                             |                                                                 |                                                                 |

| 22 de junio de 1986, 12:00 | Argentina         | 2:1 (0:0) | Inglaterra  | Estadio Azteca, Ciudad de México                            |                                                             |
| | Maradona 51', 55' | Reporte   | Lineker 81' | Asistencia: 114 580 espectadores Árbitro(s): Ali Bin Nasser | Asistencia: 114 580 espectadores Árbitro(s): Ali Bin Nasser |
| Para el primer gol de Maradona, véase La mano de Dios. Para el segundo gol de Maradona, véase el Gol del Siglo. Para todo el partido, véase el Argentina vs. Inglaterra (1986). |                   |           |             |                                                             |                                                             |

| 22 de junio de 1986, 16:00 | España                                      | 1:1 (1:1, 0:1) (t. s.)(4:5 p.) | Bélgica                                              | Estadio Cuauhtémoc, Puebla                                    |                                                               |
|                            | Señor 85'                                   | Reporte                        | Ceulemans 35'                                        | Asistencia: 45 000 espectadores Árbitro(s): Sigfried Kirschen | Asistencia: 45 000 espectadores Árbitro(s): Sigfried Kirschen |
|                            |                                             | Tiros desde el punto penal     |                                                      |                                                               |                                                               |
|                            | Señor · Eloy · Chendo · Butragueño · Víctor |                                | Claesen · Scifo · Broos · Vervoort · L. Van Der Elst |                                                               |                                                               |

### Semifinales
| 25 de junio de 1986, 12:00 | Francia | 0:2 (0:1) | Alemania Federal       | Estadio Jalisco, Guadalajara                              |                                                           |
|                            |         | Reporte   | Brehme 9' · Völler 89' | Asistencia: 45 000 espectadores Árbitro(s): Luigi Agnolin | Asistencia: 45 000 espectadores Árbitro(s): Luigi Agnolin |

| 25 de junio de 1986, 16:00 | Argentina         | 2:0 (0:0) | Bélgica | Estadio Azteca, Ciudad de México                                     |                                                                      |
|                            | Maradona 51', 63' | Reporte   |         | Asistencia: 114 500 espectadores Árbitro(s): Antonio Márquez Ramírez | Asistencia: 114 500 espectadores Árbitro(s): Antonio Márquez Ramírez |

### Tercer lugar
| 28 de junio de 1986, 12:00 | Francia                                                      | 4:2 (2:2, 2:1) (t. s.) | Bélgica                     | Estadio Cuauhtémoc, Puebla                                  |                                                             |
|                            | Ferreri 27' · Papin 43' · Genghini 104' · Amoros 111' (pen.) | Reporte                | Ceulemans 11' · Claesen 73' | Asistencia: 21 000 espectadores Árbitro(s): George Courtney | Asistencia: 21 000 espectadores Árbitro(s): George Courtney |

### Final
| 29 de junio de 1986, 12:00                                                                    | Argentina                                | 3:2 (1:0) | Alemania Federal            | Estadio Azteca, Ciudad de México                                  |                                                                   |
|                                                                                               | Brown 23' · Valdano 55' · Burruchaga 83' | Reporte   | Rummenigge 73' · Völler 80' | Asistencia: 114 600 espectadores Árbitro(s): Romualdo Arppi Filho | Asistencia: 114 600 espectadores Árbitro(s): Romualdo Arppi Filho |
| Final con más tarjetas amarillas sacadas hasta la Final de la Copa Mundial de Fútbol de 2010. |                                          |           |                             |                                                                   |                                                                   |

|                              |
| Bandera de Argentina         |
| Campeón Argentina 2.º título |

## Estadísticas finales
| Equipo | Equipo            | Pts | PJ | PG | PE | PP | GF | GC | Dif | Rend   |
| ------ | ----------------- | --- | -- | -- | -- | -- | -- | -- | --- | ------ |
| 1      | Argentina         | 13  | 7  | 6  | 1  | 0  | 14 | 5  | +9  | 92,9 % |
| 2      | Alemania Federal  | 8   | 7  | 3  | 2  | 2  | 8  | 7  | +1  | 57,1 % |
| 3      | Francia           | 10  | 7  | 4  | 2  | 1  | 12 | 6  | +6  | 71,4 % |
| 4      | Bélgica           | 6   | 7  | 2  | 2  | 3  | 12 | 15 | –3  | 42,9 % |
| 5      | Brasil            | 9   | 5  | 4  | 1  | 0  | 10 | 1  | +9  | 90,0 % |
| 6      | México            | 8   | 5  | 3  | 2  | 0  | 6  | 2  | +4  | 80,0 % |
| 7      | España            | 7   | 5  | 3  | 1  | 1  | 11 | 4  | +7  | 70,0 % |
| 8      | Inglaterra        | 5   | 5  | 2  | 1  | 2  | 7  | 3  | +4  | 50,0 % |
| 9      | Dinamarca         | 6   | 4  | 3  | 0  | 1  | 10 | 6  | +4  | 75,0 % |
| 10     | Unión Soviética   | 5   | 4  | 2  | 1  | 1  | 12 | 5  | +7  | 62,5 % |
| 11     | Marruecos         | 4   | 4  | 1  | 2  | 1  | 3  | 2  | +1  | 50,0 % |
| 12     | Italia            | 4   | 4  | 1  | 2  | 1  | 5  | 6  | –1  | 50,0 % |
| 13     | Paraguay          | 4   | 4  | 1  | 2  | 1  | 4  | 6  | –2  | 50,0 % |
| 14     | Polonia           | 3   | 4  | 1  | 1  | 2  | 1  | 7  | –6  | 37,5 % |
| 15     | Bulgaria          | 2   | 4  | 0  | 2  | 2  | 2  | 6  | –4  | 25,0 % |
| 16     | Uruguay           | 2   | 4  | 0  | 2  | 2  | 2  | 8  | –6  | 25,0 % |
| 17     | Portugal          | 2   | 3  | 1  | 0  | 2  | 2  | 4  | –2  | 33,3 % |
| 18     | Hungría           | 2   | 3  | 1  | 0  | 2  | 2  | 9  | –7  | 33,3 % |
| 19     | Escocia           | 1   | 3  | 0  | 1  | 2  | 1  | 3  | –2  | 33,3 % |
| 20     | Corea del Sur     | 1   | 3  | 0  | 1  | 2  | 4  | 7  | –3  | 16,6 % |
| 21     | Irlanda del Norte | 1   | 3  | 0  | 1  | 2  | 2  | 6  | –4  | 16,6 % |
| 22     | Argelia           | 1   | 3  | 0  | 1  | 2  | 1  | 5  | –4  | 16,6 % |
| 23     | Irak              | 0   | 3  | 0  | 0  | 3  | 1  | 4  | –3  | 0,0 %  |
| 24     | Canadá            | 0   | 3  | 0  | 0  | 3  | 0  | 5  | –5  | 0,0 %  |

## Goleadores
| Jugador              | Selección       | Goles |
| -------------------- | --------------- | ----- |
| Gary Lineker         | Inglaterra      | 6     |
| Diego Maradona       | Argentina       | 5     |
| Careca               | Brasil          | 5     |
| Emilio Butragueño    | España          | 5     |
| Jorge Valdano        | Argentina       | 4     |
| P. Elkjær Larsen     | Dinamarca       | 4     |
| Alessandro Altobelli | Italia          | 4     |
| Igor Belánov         | Unión Soviética | 4     |
| Rudi Völler          | Alemania        | 3     |
| Nico Claesen         | Bélgica         | 3     |
| Jan Ceulemans        | Bélgica         | 3     |
| Jesper Olsen         | Dinamarca       | 3     |